# Васатийя
Васатийя (араб. وسطية середина, помірнсть) — принципове положення про помірність та дотримання «золотої середини» у доктрині ісламу, яке апелює до 143 аяту другої сури Корану  «Аль-Бакара», в якій сказано:
араб. القرآن:
وَكَذَٰلِكَ جَعَلْنَاكُمْ أُمَّةً وَسَطًا لِتَكُونُوا شُهَدَاءَ عَلَى النَّاسِ وَيَكُونَ الرَّسُولُ عَلَيْكُمْ شَهِيدًا ۗ وَمَا جَعَلْنَا الْقِبْلَةَ الَّتِي كُنْتَ عَلَيْهَا إِلَّا لِنَعْلَمَ مَنْ يَتَّبِعُ الرَّسُولَ مِمَّنْ يَنْقَلِبُ عَلَىٰ عَقِبَيْهِ ۚ وَإِنْ كَانَتْ لَكَبِيرَةً إِلَّا عَلَى الَّذِينَ هَدَى اللَّهُ ۗ وَمَا كَانَ اللَّهُ لِيُضِيعَ إِيمَانَكُمْ ۚ إِنَّ اللَّهَ بِالنَّاسِ لَرَءُوفٌ رَحِيمٌ
Що можна перекласти українською, як:
Ми створили вас громадою васатий, щоб ви були свідками діянь всіх людей, а Пророк був свідком ваших діянь.

## Історія і пояснення
Термін «Васатийя», на відміну від багатьох інших присутніх в ісламській доктрині термінів, напряму згадується в Корані. Наприклад, такі найменування, як «ахлю-ссунна-валь-джамаа», «ахлю-ль-хадіс», саляфізм, суфізм в Корані не згадуються, однак термін «Васатийя», «васат» (середина) відмічен в свяченому тексті як найчіткіше. До того ж у цього поняття є багато синонімів, котрі також згадуються в Корані. До таких понять можна віднести справедливість, помірність, чесність, толерантність та інше.
Принцип «Васатийя» не є нововеденням у ісламі. Проте через відсутність доброї ісламської освіти, певна кількість мусульман або орієнтується на пропагандистські матеріали людей, що використовують іслам з політичною метою, або слідують місцевим традиціям чи судженням старших поколінь.

В хадісах згадується історія, коли Пророк дізнався про те, що деякі його послідовники виказують прояви надмірного виконання релігійних обрядів, як то обмеження в їжі, сні, обітниця безшлюбності і таке інше, Він наголосив на принципі помірності і серединності, сказавши про те, що слід і дотримуватися посту, і молитися, і відпочивати, і одружуватися. 
Потрібно зазначити, що аль-васатийя не є новим мазгабом, це напрям в інтерпретації цілей і цінностей шаріату. Згідно з  Юсуфом аль-Кардаві в сучасному фікгу існують три школи (мадраса) з принципово відмінною трактуванням цілей шаріату (макасід аш-шаріа): 
1. "Неозагірітська", до якої він відносить саляфитов саудівської школи, хабашитов і прихильників політичного руху "Хізб ут-тахрір". Дана школа бачить виключно приватні смисли в богословській спадщині минулого і норм фікху, не звертаючи належної уваги на загальний зміст і універсальні цілі релігії. Аль-Кардаві пише, що "...більшість учених цієї школи щирі і побожні люди, однак вони, самі того не відаючи, перешкоджають поширенню ісламу і встановлення шаріату своїм відношенням до таких питань, як сім'я, роль жінки в суспільстві, виховання, управління державою, ..."[5]
2. "Школа заперечуючих тексти", адепти якої начисто заперечують норми і приписи ісламського права (один з видних представників даної школи Мухаммад Аркун). Відмінною рисою методології даної школи є, на думку аль-Кардаві, є використання теорії цілей шаріату для руйнування ісламського права як такого зсередини. За його ж словами, це люди, які "забороняють те, що іслам дозволив і дозволяють те, що іслам дозволив"
3. "Мадраса васатыйя", яка знанимает серединну позицію між попередніми двома школами. Дана школа характеризується тим, що її прихильники вивчають приписи Корану і Сунни комплексно. Вони вивчають ісламські приписи як структурні частини цілісної системи, які взаємодоповнюють один одного

Позиція людини, яка дотримується аль-Васатийя передбачає дотримання наступних вимог:
- відмова від екстремістських ідей, що руйнують духовні цінності і культурне надбання людства;
- Визнання культурного багатоманіття і його важливості для розвитку людства, прояв поваги до культурної самобутності різних народів;
- Використання матеріальних і інтелектуальних сил не для війн війн та конфліктів, а для розвитку всього людства;
- Налагодження зв'язків між народами за допомогою сучасних інформаційних технологій;
- Спільне використання досягнень різних цивілізацій для реалізації цілей по розповсюдженню високих духовно-моральних цінностей.

Із переліченого випливає, що для  мусульман, які дотримуються позицій аль-Васатийя, властиво поважне відношення до різних культур, виявлення спільних для різних народів елементів культури, визнання культурного багатоманіття і різниці між людьми на шляху до співпраці.

## Прибічникі Васатийя
- Шейх Юсеф Аль-Карадаві[6] (рос.)
- Шейх Саід Ісмагілов[7][8]
- Шейх Адель Аль-Фалях[9][10]
- Доктор Алі В'ячеслав Полосін[11]
- Сальман аль-Ауда [12] [13]
- Мухаммад аль-Газалі
- Алі аль-Карадагі